# Schleswig (stad)
Schleswig (danska: Slesvig) är en stad i förbundslandet Schleswig-Holstein i norra Tyskland. Folkmängden uppgår till 25 904 invånare (2023).

## Namn
Stadens föregångare var handelsplatsen Hedeby vid fjorden Schlei (danska: Sli(en)). År 804 förekommer namnet Sliesthorp i saxiska källor, i senare medeltida danska och tyska källor Sliaswich, som ursprungligen kan ha varit det frisiska namnet för staden. På den lokala danska dialekten fram till 1800-talet var namnet Sljasvig med betoning på andra stavelsen.

## Historia

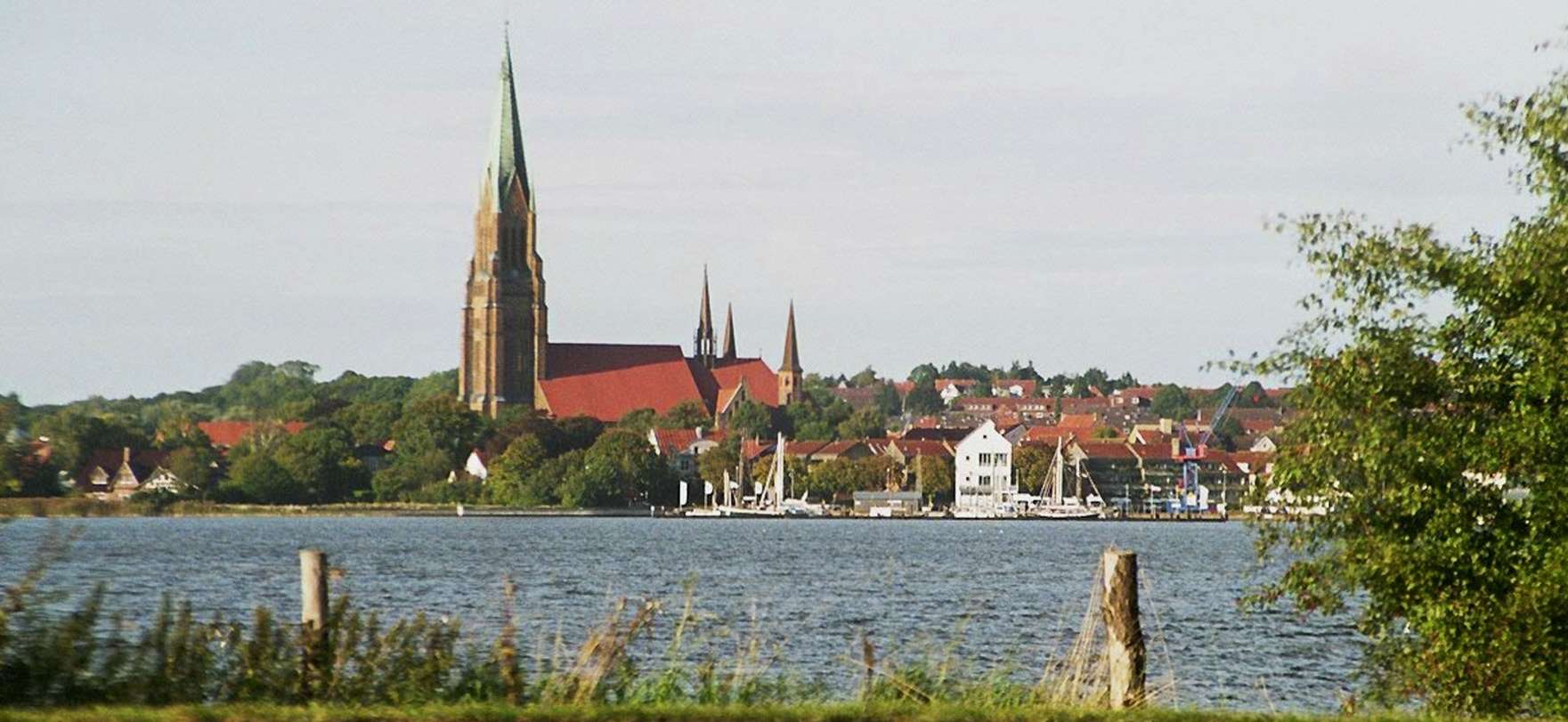
Schleswig med domkyrkan.

På 700/800-talet fanns i närheten en av Nordens viktigaste handelsplatser, Hedeby. Området var i huvudsak danskt. På 900-talet valdes en ny handelsplats i närheten med bättre hamn, som blev Schleswig. Redan 948 blev staden danskt biskopssäte. Man byggde snart en enklare domkyrka. År 1134 lades grunden till en stor domkyrka, Schleswigs domkyrka. Under landskapet Schleswigs tid som hertigdöme hade hertigarna säte på Gottorp slott i Schleswig tills den danske kungen blev hertig från år 1700.
Under Schleswig-Holsteins tid som preussisk provins 1867–1945 var Schleswig säte för administrationen. År 1946 blev Kiel huvudstad i det nya förbundslandet, men Schleswig-Holsteins överlandsrätt finns kvar i Schleswig.

## Museer
- Slottet Gottorp
- Gottorps jordglob
- Hedebys vikingamuseum